# Artur Fedosseiev
Artur Fedosseiev (Semei, 29 de gener de 1992) és un ciclista kazakh. Professional des del 2014, actualment milita a l'equip Ningxia Sports Lottery-Focus.
Al novembre de 2014 es va anunciar que durant la disputa del Tour de l'Ain Fedosseiev havia donat positiu per esteroides anabòlics en un control. El ciclista va ser apartat de l'equip i posteriorment sancionat durant dos anys per l'UCI.

## Palmarès
- 2012
  -  Campió del Kazakhstan júnior en ruta
- 2019
  - 1r al Tour de Fuzhou